# John Kennedy (szkocki piłkarz)
John Kennedy (ur. 18 sierpnia 1983 w Bellshill) – szkocki piłkarz występujący na pozycji obrońcy.
John Kennedy jest wnukiem byłego zawodnika Celticu i Manchesteru United, Jimmy'ego Delaneya. Większość zawodowej kariery spędził w Celticu Glasgow, którego jest wychowankiem. Z klubem tym zdobył sześć mistrzostw Szkocji (choć w sezonach 2000/2001 i 2005/2006 nie rozegrał żadnego ligowego spotkania)
31 marca 2004 roku zadebiutował w reprezentacji Szkocji, która mierzyła się z Rumunami. W 14. minucie Ioan Viorel Ganea sfaulował Kennedy'ego, w wyniku czego Szkot zerwał więzadła krzyżowe. Uraz wykluczył go z gry na trzy lata.
Treningi  wznowił dopiero na początku 2007 roku. Przełomowym wydarzeniem był powrót do meczowej kadry na spotkanie 1/8 Ligi Mistrzów przeciwko Milanowi. Na ponowne zaprezentowanie się kibicom Szkot czekał jednak do 22 kwietnia, gdy rozegrał pełne spotkanie ligowe przeciwko Kilmarnock. Kilka dni potem klub podpisał z nim nowy kontrakt. W 2008 roku przebywał na wypożyczeniu w angielskim Norwich City, a zaraz po powrocie odnowił mu się uraz kolana, po którym nie wrócił już do zawodowego uprawiana sortu.
13 listopada 2009 roku Kennedy ogłosił decyzję o zakończeniu piłkarskiej kariery.